# Tanni Grey-Thompson
Baronesa Grey-Thompson (nascida Carys Davina Gray, em 26 de julho de 1969, em Cardiff, capital do País de Gales), comumente conhecida como Tanni Grey-Thompson, é uma atleta britânica e membro da Câmara dos Lordes. Onze vezes campeã paraolímpica no atletismo, ela está entre as atletas britânicas de maior sucesso nos Jogos Paraolímpicos. A melhor atleta de seu país quando os Jogos começaram a ganhar popularidade e publicidade, ela foi descrita como "a primeira superestrela esportiva com deficiência da Grã-Bretanha".

## Biografia
Nascida com espinha bífida, ela usa cadeira de rodas. Ela deve seu apelido (e nome comum) de "Tanni" (pequena) à sua irmã mais velha, que a descreve assim quando a vê. Depois de se formar em ciências políticas na Loughborough University, na Inglaterra, ela considerou uma carreira política, mas acabou se dedicando ao esporte para deficientes. Ela corre em uma cadeira de rodas desde a escola, aos 13 anos, e participa de competições esportivas para deficientes físicos desde os 15 anos.
Seus primeiros Jogos Paraolímpicos foram em Seul, em 1988. Ela participou do time de basquete feminino e de quatro eventos de corrida em cadeira de rodas. Ela ganhou sua primeira medalha: bronze nos 400 metros. Nos Jogos de Barcelona em 1992, ela voltou a participar de quatro provas (100m, 200m, 400m e 800m), e conquistou a medalha de ouro em cada uma delas. Ela também competiu no revezamento 4x100 metros, prova por equipes, onde as britânicas ficaram com a medalha de prata, atrás das estadunidenses. Nesse mesmo ano, ela venceu a London Disabled Marathon pela primeira vez, vencendo um total de 6 vezes. Nos Jogos de 1996, em Atlanta, ela defendeu com sucesso seu título nos 800 metros, mas foi derrotada nas outras três distâncias pela estadunidense Leann Shannon, tendo assim que se contentar com a medalha de prata. Pela primeira e última vez, ela também participou da maratona paralímpica, ficando em sétimo lugar.
Em 1999, ela se casou com o médico Ian Thompson, e se tornou Tanni Grey-Thompson. Nos Jogos de 2000, em Sydney, ela conquistou novamente a medalha de ouro em cada uma de suas quatro modalidades favoritas, as únicas em que participou desses Jogos. Em seus últimos Jogos, em Atenas, em 2004, ela terminou em quarto lugar, perto do pódio nos 200 metros, vencida pela canadense Chantal Petitclerc, e terminou apenas em sétimo nos 800 metros. Ela, no entanto, mantém seus títulos nos 100 metros e 400 metros, adicionando assim as duas últimas medalhas de ouro à sua lista. No mesmo ano, ela foi nomeada Dama Comandante da Ordem do Império Britânico, e tornou-se Dama Tanni Grey-Thompson.
Tanni Grey-Thompson também participou dos Jogos da Commonwealth de 2002, em Manchester, onde representou o País de Gales e foi a porta-bandeira da delegação galesa. Estes Jogos, válidos no seu conjunto, incluem algumas provas desativadas. Tanni Grey-Thompson competiu na cadeira de rodas 800m, terminando em quarto lugar; Chantal Petitclerc também levou a medalha de ouro.
Ela foi nomeada par vitalícia (enobrecida) e membro da Câmara dos Lordes em 23 de março de 2010. Cadeira que ela ocupa sem vinculação partidária, não sendo membro de partido político.
Tanni Grey-Thompson é uma das três atletas britânicas a ganhar onze medalhas de ouro paraolímpicas, junto com o nadador Dave Roberts e a ciclista Sarah Storey; todos os três estão perdendo apenas para o nadador Mike Kenny, que ganhou 17 medalhas de ouro entre 1976 e 1988. Detentora de trinta recordes mundiais, cinco vezes medalhista de ouro em Campeonatos Mundiais, ela é notavelmente a primeira mulher a ter completado uma corrida de mais de 400 metros em uma cadeira de rodas em menos de um minuto.

## Prêmios
Nos Jogos Paraolímpicos, representando a Grã-Bretanha:
Seul 1988:
- 4º lugar nos 100 metros 3: 20 s 64
- 6º lugar nos 200 metros 3: 43 s 55
- 4º lugar no slalom 3: 2 min 17 s 70
- 3º lugar nos 400 metros: 1 min 22 s 72

Barcelona 1992:
- 100 metros TW3: 17 s 55 (record du monde)
- 200 metros TW3: 31 s 19 (record paralympique)
- 400 metros TW3: 59 s 58
- 800 metros TW3: 2 min 6 s 58 (record paralympique)
- 4x100 metros rasos TW3-4: 1 min 11 s 24

Atlanta 1996:
- 7º lugar na maratona T52-53: 2 min 13 s 27
- 800 metros T52: 1 min 55 s 12 (recorde mundial)
- 100 metros T52: 17 s 18
- 200 metros T52: 30 s 38
- 400 metros T52: 58 s 09

Sidney 2000:
- 100 metros T53: 17 s 29
- 200 metros T53: 30 s 88
- 400 metros T53: 58 s 74
- 800 metros T53: 2 min 1 s 33

Atenas 2004:
- 4º lugar no T54 200 metros: 30 s 54
- 7º lugar nos 800 metros T53: 2 min 3 s 11
- 100 metros T53: 17 s 24
- 400 metros T53: 57 s 36 (recorde paraolímpico)

Nos Jogos da Commonwealth, representando o País de Gales:
Manchester 2002:
- 4º lugar nos 800 metros EAD: 1 min 55 s 71

## Título
Baronesa Grey-Thompson DBE.